# スーパー32X
スーパー32X（Super 32X）は、セガ・エンタープライゼス（後のセガ）が1994年12月3日に発売したメガドライブ用の周辺機器である。価格は16,800円。
北米では「Genesis 32X」、欧州及びアジア圏では「Mega Drive 32X」、ブラジルでは「Mega 32X」、韓国ではサムスンから日本と同じ名前の「SUPER 32X」として発売された。
北米でトップシェアを獲得したGenesisの延命と、当時の北米でのライバル機である任天堂のSuper Nintendo Entertainment System（SNES）に対するアドバンテージを企図してセガ・オブ・アメリカ（以下「米セガ」）の主導でリリースされた。しかし、すでにメガドライブの次世代機セガサターンを開発していた日本側との齟齬が生じ、マーケティングの混乱を招いた結果、低い評価となったことでそれまで北米で大きな支持を受けていたセガブランドに致命的なダメージを与えた。その評価は2000年代になって以降も2000年代に発売されたゲーム機を引き合いに出す形で続いている。
北米市場以外では売れ行きは振るわなかった。日本ではセガサターンの販売に注力していたため、新規タイトルの供給は1年待たず終了した。
一方で日本では、メガドライブとメガCDおよび本機器を接続した形態が「メガドラタワー」と呼称され、本機器を愛好するものによって親しまれている。
なお、メガドライブにメガCDと本機器を同時に接続した「スーパー32XCD」、Genesisとスーパー32Xの一体型ハード「Sega Neptune」（発売中止）、スーパー32Xの原型になったとされる「Sega Jupiter」（発売中止）、スーパー32X基板を内蔵した画像編集用ペンタブレット「Picture Magic」についても本記事で解説する。

## 開発
開発コードネームは「Sega Mars」。1990年代前半、セガでは第5世代にあたる次世代機のセガサターンの開発が進んでいた一方、セガ・エンタープライゼス（以下「日本セガ」）社長の中山隼雄が米セガのR&D部門トップであるジョー・ミラーらに、北米で1994年末に発売予定の「Project Jupiter」と称するカートリッジベースの次世代機の構想を伝える。これは中山がGenesisとセガサターンの価格差によって、その間隙をライバル機のAtari Jaguarに奪われる懸念を抱いたためで、社長のトム・カリンスキを始めとする米セガの重役たちもその考えを支持した。Jupiterの設計はメガドライブの設計者でもある佐藤秀樹の担当によるもので、メガドライブ版『バーチャレーシング』用に開発されたセガバーチャプロセッサを搭載し、メガドライブとセガサターンの間を埋めるハードになる予定だった。
しかし、ミラーはサターンの北米展開前にまったく別のプラットホームを推し進めることの懸念を表明し、「Genesisのアドオンにすべきだ」と主張する。この提案によってJupiterの開発は中止され、米セガ主導による「カートリッジベースのGenesis用周辺機器」へと方針変更し、企画も「Project Mars」と呼ばれることとなった。CPUにバーチャプロセッサではなくサターンと同じSH-2を搭載することになったのはミラーの提案であることから、カリンスキはミラーを「32Xの父」と呼んでいる。32Xの市販モデルは、1994年6月に開かれたコンシューマー・エレクトロニクス・ショー（CES）にて公式発表された。キャッチコピーはpoor man's entry into 'next generation' games。
Genesisに32Xを搭載することで、上述のようなサターンとの価格差を埋める存在になるほか、ライバルのSuper Nintendo Entertainment System（SNES）に対して劣勢だったグラフィック性能で優位に立ち、さらには当時の次世代機でフィーチャーされていた3DCGを扱うことが可能となった。

## ハードウェア

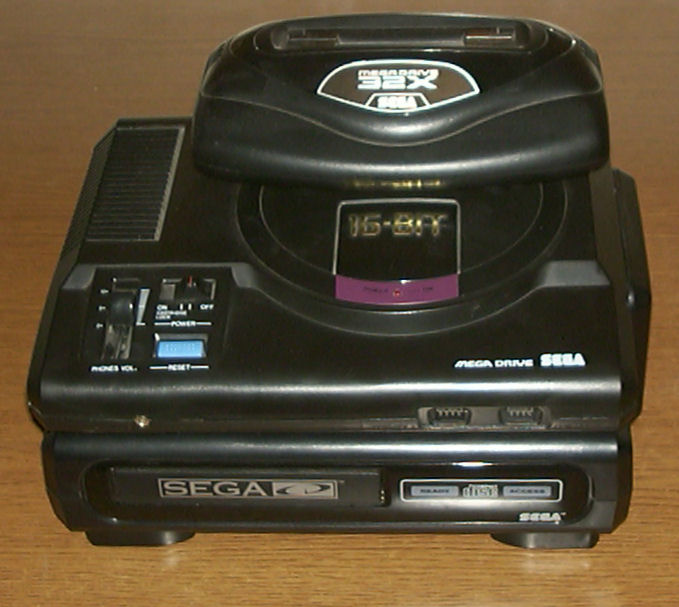
スーパー32XCD（メガドライブ+Sega CD+Megadrive 32X）

メガドライブのロムカセットスロットに差し込み、同梱の中継ケーブルを接続して使用することで32 bitゲーム機として稼働させることが可能になる。セガサターンと同様、メインCPUとして32 bit RISCのSH-2を2個搭載しており、スーパー32Xを接続した状態からでもメガドライブ・メガCDの両ソフトを使用可能である。

### 仕様
- CPU SH-2（23MHz/20MIPS） × 2
- RAM 2 Mbit
- VRAM 2 Mbit
  - 同時発色数 最大32768色
- 10-bit PWM音源 2ch
  - メガドライブ（FM音源 6ch＋PSG 3ch＋ノイズ 1ch）との合計で 12ch
  - メガドライブとメガCD（PCM 8ch）との合計で 20ch
- 寸法 107 × 205 × 110 mm
- 重量 495 グラム

## スーパー32XCD

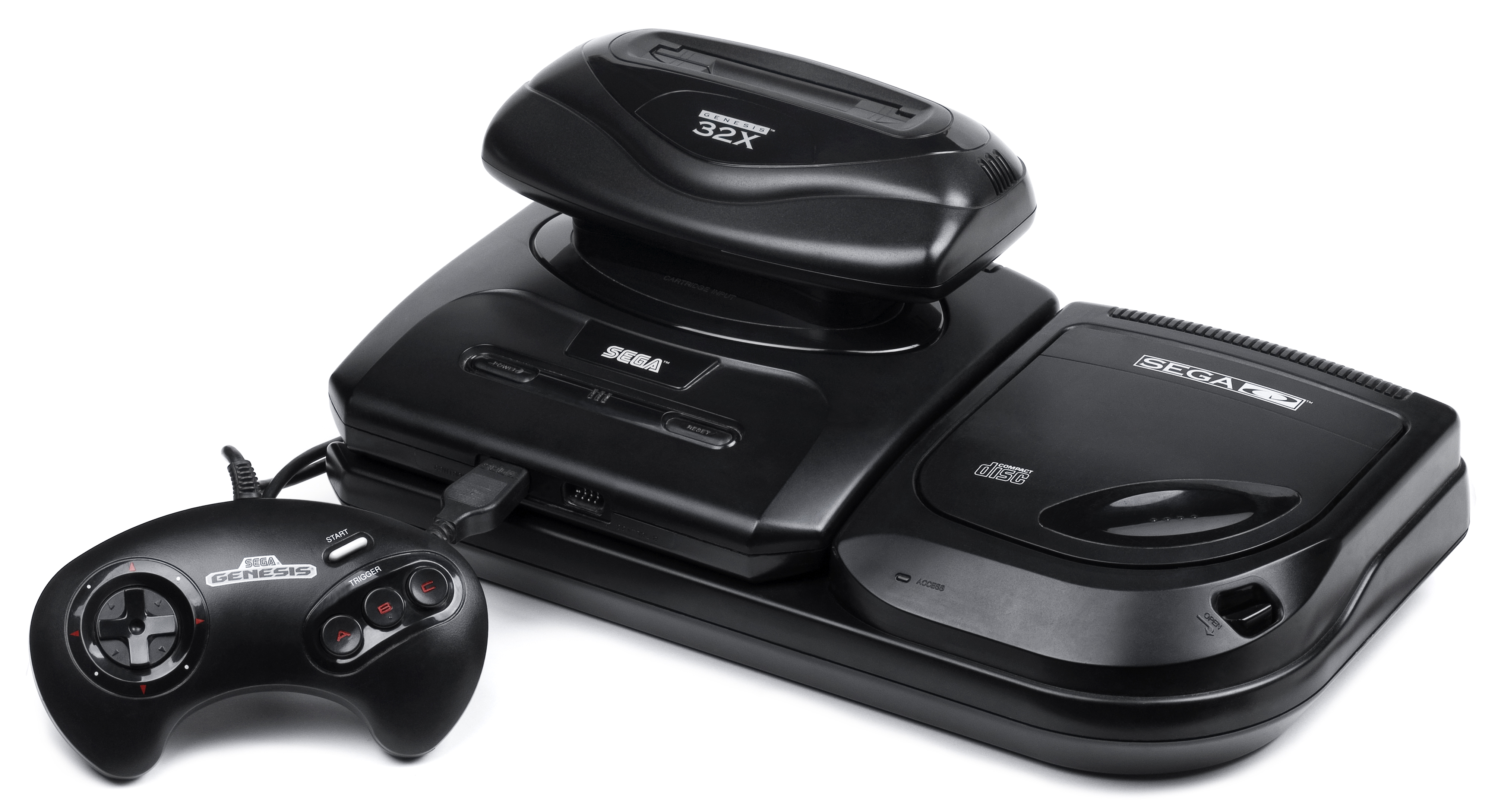
Genesis Model 2、Model 2 Sega CD、Genesis 32Xの組み合わせ。

スーパー32XCDとはメガドライブ本体（メガドライブ2本体）・メガCD（メガCD2）・スーパー32Xを組み合わせた、メガドライブの最終形態（ワンダーメガ・スーパー32X及びマルチメガ・スーパー32Xを組み合わせた最終形態もある）。北米ではSega CD 32X、欧州および南米ではMega CD 32Xと呼ばれる。Z80×1、MC68000×2、SH-2×2と、種類の異なるCPUを合計5個も搭載した複雑なシステムになり、ACアダプターも各部に独立して必要となる。

## ソフトウェア
スーパー32Xタイトルは全41本。ソフトウェア供給は32X専用のROMカートリッジに加え、32XとメガCDの同時使用に対応したSega/Mega CD 32XCDソフトが供給された。CDソフトは欧米とブラジルでのみ販売され、日本市場における対応ソフトは0本である。

## 歴史

### 1994年
米国では1994年11月に発売を開始したが、1995年9月のセガサターン（以下、サターン）発売も既に告知されていたことから32Xへの参入を見送ったサードパーティも多かった。そのためローンチタイトルこそ少なかったものの、『スペースハリアー』『アフターバーナーII』『バーチャレーシング』『モータルコンバットII』の史上初となるコンシューマ完全移植が用意され、米セガがサターンの発売を遅らせてまで32Xのプロモーションを仕掛けたことと、北米トップシェアハードであるGenesisの周辺機器ということもあって、クリスマスまでに50万台を売り上げた。前述のように32Xとサターンは同じチップが使われており、チップを日本市場向けのサターンへ回す必要があったため、32Xを十分に供給できなかったものの、ホリデーシーズンにおける32Xの受注自体は100万台を超えるほど好調だった。
日本ではサターンの発売翌月の1994年12月に販売を開始したが、日本市場におけるメガドライブの普及度と比例して売り上げが伸びず、日本セガとしてもスーパーファミコンの後塵を拝したメガドライブの周辺機器を強く推すことには消極的だったため、PlayStation（以下、PS）との次世代機戦争が始まったサターンのプロモーションに完全に隠れてしまった。1994年後半における日本の代表的なメガドライブ専門誌であった『Beep!メガドライブ』誌のみ、サターンと同程度の規模でスーパー32Xを取り上げていたが、同誌もサターン発売の同月（1994年12月）発売号より『セガサターンマガジン』と誌名を変更し、サターン専門誌となった。

### 1995年
北米のゲーマーおよびゲーム会社にもサターンとPSによる日本の次世代機戦争の噂、さらにこの頃にはSNESの次世代機であるNINTENDO 64の噂が届いていた。32X用ソフトは依然として揃わず、サターンの北米発売を数か月後に控え、ローンチ直後の売り上げこそ華々しかった32Xの販売台数は1995年5月の時点で665,000台に留まった。
1995年5月に日本市場でサターンの売り上げがPSより先に100万台を突破したことから、日本セガは方針を転換し、北米市場での32Xの販売拡張を切り上げ、同月に開催されたElectronic Entertainment Expo（E3）においてサターンの発売日を「今週の土曜（Saturn Day）」と発表した。急遽サターンは4か月の繰り上げ投入が決定したが、1994年の年末商戦の時点でサターンのみに絞ってプロモーションを行った日本に対し、北米では1995年の春の時点でいまだGenesis・Sega CD・32Xの3機種のプロモーションが平行していたほか、9月発売を目指してゲームを製作していたサードパーティはローンチにソフトを揃えることが出来なかった。このため、サターンはローンチ前の宣伝に失敗したうえに北米の有力サードパーティからの反感を買った。さらに、トイザらスなどごく限られた小売店でのみ限定販売するとしたため、サターンの先行販売から漏れたウォルマートやKBトイズなどの大手小売店は激怒した。
日本においては、普及が進むサターンに対してスーパー32Xが販売を伸ばせない状況が続き、1995年4月に累計50,000台で出荷停止した。さらに発売から1年も経たない1995年10月、中山はサターンに力を集約するために、32Xを含む旧世代のセガハードの生産を終了することを発表した。つまりスーパーファミコン/SNESにおける『スーパードンキーコング』相当のキラータイトルが登場しないまま、北米の32Xユーザーも切り捨てられ、同時にGenesisユーザーもサターンへの移行が不十分なまま切り捨てられることになった。これによって次世代機への移行が始まった1995年度にも270万台を売り上げたSNESに対し、展開が終了したGenesisの販売台数は210万台であり、発売以来北米トップの売り上げを維持していたGenesisはその座をSNESに奪われた。
日本では発売初日に17万台を売り上げたサターンの販売台数は、北米ではPSが発売された1995年9月の時点でわずか8万台に過ぎない一方でPSは発売1か月で10万台を売り上げており、次世代機において後塵を拝した。1994年11月に159ドルで発売された32Xの販売価格は、1995年5月のサターン投入後に99ドルまで値下げ、さらに1995年10月の生産終了後に19.95ドルで投げ売りされ、32Xは世界最大のゲーム市場である北米での高い普及率を誇るセガのブランディング戦略に致命的なダメージを与えた。
サターン発売以降は大半のサードパーティが32Xからサターン用ゲームの開発に切り替えたため、32Xのコンテンツ不足は最後まで解消しなかった。また、セガは32Xを「32 bit」であると主張していたが、サターンやPSなどの次世代32bit機が北米で出揃うにつれ、特に3D性能における32Xの性能不足が明らかとなった。
欧州各国では1995年7月にサターンが発売。日本や北米と異なり8ビット機世代から成功を収めていた欧州では、その時点でメガドライブなどに加えてセガ・マスターシステムの市場が残存していたが、それらを切り捨てて投入されたサターンの普及台数は北米より下回った。北米以外の海外市場でも、サターンを推す日本セガと32Xを推す米セガの方針が食い違う中でマーケティングは混乱してサターンと32Xは共倒れとなり、PSとNINTENDO64に市場を奪われる結果となった。
1996年以降には日本市場でもサターンはPSの後塵を拝する状況となり、1997年にはセガの経営が急激に悪化。1998年には中山も日本セガから辞任し、サターンの販売終了とドリームキャストの投入が行われた。

## 評価

### 発売前後
『GamePro』誌（1994年8月号）が「ゲーマーなら高い金をかけて日本からサターンやPlayStationを取り寄せるよりも今すぐ32Xを買うべきである。それ以外の人も買って損は無い」と書き立て、『Electronic Gaming Monthly』の1995年度バイヤーズ・ガイドなども4人の評価者が8点/7点/7点/8点（全40点満点）と肯定的に評価するなど、前評判は高かった。
しかし、少ないソフト数・次世代ゲーム機と比較して低い性能・その性能に対して高い値段・ハードの短いライフスパンなどにより『Electronic Gaming Monthly』の1996年度バイヤーズ・ガイドでは前年の高評価と打って変わり、4人の評価者が32Xに3点/3点/3点/2点（全40点満点）の低評価を与えている。
またジャーナリストからは、セガは「2つの似たような製品をそれぞれセグメント化して、別々の価格帯で販売するゼネラル・モータースのようなやり方を取っている」と批判された。
1996年4月15日、米セガの社長職を辞任したカリンスキは32Xやサターンといったハードやマーケティングの失敗よりも、メガドライブ/Genesis初期から続く日本セガと米セガとの対立がその後のセガの零落を招いたと振り返っている。
日本では『BEEP!メガドライブ』誌におけるスーパー32Xのプロモーションの結果、一般的な普及度とは別に「メガドライバー」と称する熱狂的メガドライブユーザーに愛好された。

### 2000年以降
欧米で絶大な人気を誇ったGenesisの延命のためにリリースされ、結果として致命的なダメージを与えた本機は、欧米では後々まで最悪の周辺機器として知られている。また、旧世代機をアドオンで延命させることは長らく業界のタブーとなっており、Wiiに劣勢となった競合機のXbox 360とPlayStation 3が2010年にKinectとPlayStation Moveをリリースした際も、欧米のゲーム雑誌などで32Xが引き合いに出された。イギリスの代表的なゲーム雑誌「Edge」2010年9月号でKinectのリリースにあたり、「Kinectはゲーム新時代の触媒となるか、はたまた2010年の32Xとなるか」と題した巻頭特集を行った。
2014年にはカリンスキの伝記『Console Wars』が出版されるなど、2000年代以降には複数の関係者の証言が出ているが、当時の米セガの関係者の間でも32Xに対する見方は複雑である。米セガの元プロデューサー、スコット・ベイレスは、KinectやPlayStation Moveを念頭に「リスク分散のために旧世代機向けアドオンをリリースするのは誤りだ」という“業界への戒め”だとしている。セガの技術副部長だったマーティ・フランツは「32Xをアドオンとして出したのが失敗の元」と考え、「メガCDを搭載した単体のゲーム機として出すべきだった」とする。一方、カリンスキは「16bit機にはまだ可能性があり、サターンの投入が拙速だったことから、たとえシェアを減らすことになってもGenesisを32Xで延命して継続すべきだった」との考えであり、「せめてもう1年Genesisを続けていれば」と、米セガに対してGenesisの打ち切りやサターンの前倒し投入を決めた中山と、32Xを噛ませ犬呼ばわりする者を批判している。このほか、“32Xの父”であるミラーは「ハードとしては悪くなかったがリリースしたタイミングが悪かった」としている。
ライバル機の3DOを展開する3DO社のトリップ・ホーキンスは、「32Xは値段がかなり高い、性能が低い、プログラミングが難しい、サターンとの互換性が無い、など“咬ませ犬”に過ぎないことはみんな知っており、'next generation'になり得ないのは明白だった」との見方を示していたことを明かした。

## 販売終了後の展開

### Picture Magic
スーパー32Xの販売中止後、セガが1996年12月に発売した画像編集用ペンタブレットである。1996年9月に日本で発売したデジカメ「DIGIO」（コードネーム：JANUS）の周辺機器として発売。価格は24,800円。スーパー32Xの基板がそのまま流用されており、スーパー32X基板の端子をPicture Magicのメイン基板に設けられたスロットに挿入する形で接続されている。Picture Magicのメイン基板はスーパー32Xと接続できる点からもメガドライブ基板のカスタマイズ品と推測され、実際にメガドライブ2の基板といくらか似た特徴を持つが、FM音源チップを搭載しない、スマートメディアのスロットを持つなど大きくカスタマイズされていることもあり、メガドライブとしては機能しない。
Picture Magicのカートリッジスロットはスーパー32Xのカートリッジスロットそのものであり、異なったカートリッジを差し込むことでPicture Magicの内部ソフトを交換することが可能である。本体に付属の「合成編集ソフト」の他に、モーフィング機能や絵日記ソフトなどの発売が予定されていた。「合成編集ソフト」のカートリッジの外観はスーパー32Xのものとまったく同じであり、ソフトのROMのヘッダもスーパー32Xのものとほとんど同じであるが、「JANUS INITIAL PROGRAM」と称するヘッダが付け加えられた、Picture Magic専用ソフトとなっている。
1996年当時のセガはDIGIOに対して注力しており、セガのデジタル技術を総結集し、DIGIOの後継機と合わせてデジカメ市場の30%を取ることを目標としていた。サターンとの連携を念頭に置いて土星（サターン）の衛星ヤヌスのコードネームをあて、「プリント倶楽部2」にDIGIOのスマートメディア用スロットを設けるなどしていた。セガは1995年にビデオプリンター「ハイテクホビープリンター プリファン」（「ピコ用」と明記しているが普通のビデオプリンターであり、AV接続が可能なら他の機器でも利用可能）を発売しているが、それと連携することでテレビの画像を直接印刷することも可能である。
しかしDIGIOは商業的に失敗し、サターンとの連携も実現しなかった。Picture Magicも「合成編集ソフト」のカートリッジ以外にソフトは発売されなかった。

### メガドラタワー
メガドライブ（1・2）と初代メガCDとスーパー32Xを組み合わせるとタワーのような形態になることから、日本では俗にメガドラタワーあるいはメガタワーと呼ばれる。スーパー32XCDが、概ね「メガドラタワー」と同等の状態である。この「メガタワー」は後にセガが発売したゲーム『セガガガ』にも登場する。『セガサターンマガジン』ではサムシング吉松によるメガタワーを擬人化した主人公「メガドラ兄さん」が登場する漫画『セガのゲームは世界いちぃぃぃ!』が、後身となる『ゲーマガ』が休刊する2012年まで連載が続けられた。セガが2013年から展開するコンテンツ『セガ・ハード・ガールズ』にも登場し、スーパー32Xの20周年となる2014年にはアニメ化された。
2019年9月19日、セガゲームス（当時の社名）自らがリリースする復刻系テレビゲーム機・メガドライブ ミニ（MDミニ）の発売記念として、MDミニと同サイズで作られたメガCD・32Xの小型モックアップに『ソニック・ザ・ヘッジホッグ』と『ソニック&ナックルズ』のミニチュアカートリッジをセットにしたデコレーションキット「メガドラタワーミニ」（MEGA DRIVE TOWER MINI）が発売された。これらユニットパーツはダミーであり実際には動作しないが、MDミニと「合体」させることで、「メガドラタワー」を再現することが可能である。
2021年10月21日には、「メガドラタワー ミニ」の別売りオプションパーツ「メガドラタワーミニZERO」（MEGA DRIVE TOWER MINI ZERO）が発売予定。これは周辺機器である「メガアダプタ」を模したもので、32Xユニットの替わりにMDミニに装着することで、実際には遊べないが「セガ・マスターシステム用ソフトを遊べる状態になったメガドラタワー第二形態」を再現できる。マスターシステム用のカートリッジやゲームカード（詳細は当該項目先を参照）のミニチュアも同梱されている。MDミニのリリースから約2年後に発売された背景は、同年9月24日にセガがリリースするAAA級ゲームソフト『LOST JUDGMENT 裁かれざる記憶』のゲーム本編に、マスターシステム本体が3DCG化し（本編では実機として登場）専用ソフトも実際に遊べる状態で実装されることから、このソフトを盛り上げるためのプロモーション支援としてのものである。このため「ZERO」に同梱されるゲームカートリッジ・カードも『LOST JUDGEMENT』内で遊べる全タイトルと同じになっている。

## 未発売機種

### Sega Neptune
米セガ主導で開発が行われていたGenesisと32Xの一体型ハード。ジェネシスの後期型（北米版メガドライブ2）と近似したデザインが用いられている。
北米で1993年に発売されたAtari Jaguarや3DOの「次世代機」が軒並み苦戦していたことと、ライバルの任天堂が1994年の年末商戦で目玉としたのが、3DCGに対応した次世代機ではなくSNESで3DCGを扱った『スーパードンキーコング』だったこともあり、カリンスキは「現行世代がまだ継続していく」と考えていた。シェアで猛追するSNESを振り切るためにも米セガは32Xに非常に力を入れていたことで開発が行われていた。Neptuneは当初1994年から1995年の間に200ドルでリリースされる予定で、旧来のGenesisを完全に置き換える方針でメガドライブ専門誌を介して当時北米未発売のサターンとともに紹介された。しかし、1995年の春に完成したプロトタイプ機は400ドルと発表され、価格がサターン並みに跳ね上がったことで、市場に受け入れられる見込みがなくなったことやサターンの発売を予定している日本セガとの兼ね合いから、最終的に発売が断念され、幻のハードとなった。
なお、当時製作されたプロトタイプ機は2011年度のE3にて行われたレトロゲーム機関連の企画に出展されており、2011年現在で少なくとも1台は現存する模様。2014年に発売された『Sega Mega Drive/Genesis Collected Works』に、メガCD2にネプチューンをドッキングした、メガドライブの真の最終形態の姿が掲載されている。

### Sega Jupiter
日本セガが開発していたとされるメガドライブの次世代機。
北米の各ゲーム雑誌によってメガドライブの後継機、あるいは上位互換機とも噂された。サターンの公式発表後も「ROMカートリッジスロットのみを搭載したサターンの下位互換機として、サターンと同時発売される」などと噂された。『BEEP!メガドライブ』1993年11月号の特集記事でも、コードネーム『SATURN』のカートリッジ専用タイプの存在について触れられている。
しかし、サターンの日本発売が近づいてもJupiterに関してセガから公式の発表がなかったため、北米の大手ゲーム雑誌であるElectronic Gaming Monthly（1994年6月号）がゲーム機事業を統括する日本セガの岡村秀樹に直接インタビューを行ったところ、存在そのものを否定した。
日本セガ本社から公式には否定されたが、Jupiterに関しては1994年当時の各国の複数のゲーム雑誌で報道されていた。米セガから最終的に発売されたのが32Xであることから、Sega Jupiterは32Xの原型とされたが、32Xの原型であるproject Marsとはまったく無関係のプロジェクトであったという説もあった。また、Jupiterはサターンの原型であるという説や、逆にサターンがJupiterの原型であるという説もある。このように1994年当時は詳細が不明であり、各ゲーム雑誌の想像にとどまっていた。
その後2001年当時、セガの社長であった佐藤秀樹はインタビューでメガドライブ後継機として開発していたゲーム機のうちROMカートリッジを採用したものを「ジュピター」、CD-ROMを採用したものを「サターン」と社内で呼称していたことを明らかにした。
また2010年代にイギリスのレトロゲーム専門誌『Retro Gamer』（77号）がその実態を明らかにした。